# Mycalesis rokkina
Mycalesis rokkina är en fjärilsart som beskrevs av Jinhaku Sonan 1931. Mycalesis rokkina ingår i släktet Mycalesis och familjen praktfjärilar. Inga underarter finns listade i Catalogue of Life.